# West Somerset
West Somerset este un district ne-metropolitan din Regatul Unit, situat în comitatul Somerset din regiunea South West, Anglia.

## Orașe din cadrul districtului
- Minehead
- Watchet
- Williton

1. ↑   https://ons.maps.arcgis.com/home/item.html?id=a79de233ad254a6d9f76298e666abb2b Lipsește sau este vid: |title= (ajutor)